# All Wound Up
All Wound Up je první studiová nahrávka (demo) od americké skupiny Godsmack vydané v roce 1997. Většina songů z alba All Wound Up je také v albu Godsmack.

## Seznam skladeb
1. Moon Baby
2. Immune
3. Time Bomb
4. Keep Away
5. Situation
6. Stress
7. Bad Religion
8. Get Up, Get Out!
9. Now or Never
10. Going Down
11. Voodoo

Bonus
1. Whatever

## Obsazení
Godsmack
- Sully Erna - Vokály, Elektrická kytara, Bicí
- Tony Rombola - Elektrická kytara, vokály v pozadí
- Robbie Merrill - Basová kytara
- Tommy Stewart - Bicí (bubeník na turné)